# Bahnhof Füssen
Der Bahnhof Füssen ist der Bahnhof der Stadt Füssen und Endpunkt der Bahnstrecke Marktoberdorf–Füssen. Der Kopfbahnhof besitzt zwei Bahnsteiggleise. Er wird täglich von ungefähr 20 Zügen der Bayerischen Regiobahn bedient und von circa 2700 Reisenden frequentiert.

## Lage
Der Bahnhof liegt im Westen der Stadt und befindet sich circa 200 Meter nordöstlich der Füssener Innenstadt. Das Empfangsgebäude befindet sich an der Bahnhofsstraße, im Südosten der Gleisanlagen. Im Süden begrenzt die Bahnhofstraße das Bahnhofsareal, an der auch der Busbahnhof liegt. Gegenüber der Straße befindet sich eine Parkanlage. Im Osten befindet sich die Rupprechtstraße, im Nordosten die Straße Am Ziegelstadel. Im Norden befindet sich außerdem der Ziegelberg, der von einem Waldgebiet umgeben ist. Die umliegende Bebauung ist von dem Finanzamt, im Norden, dem Postamt und dem Hotel Luitpold, südöstlich, geprägt.
Der Bahnhof liegt am Streckenkilometer 30,619 der Bahnstrecke von Marktoberdorf und liegt auf einer Höhe von 808 Metern über dem Meer. Er ist Endpunkt der Kursbuchstrecke 974 Buchloe–Füssen.
Neben dem Bahnhof Füssen gibt es im Stadtgebiet den ehemaligen Haltepunkt Hopfensee. Nach Füssen benannt ist auch der Haltepunkt Ulrichsbrücke-Füssen an der Außerfernbahn, der circa fünf Kilometer südwestlich der Stadt in der Gemeinde Musau in Österreich liegt.

## Geschichte

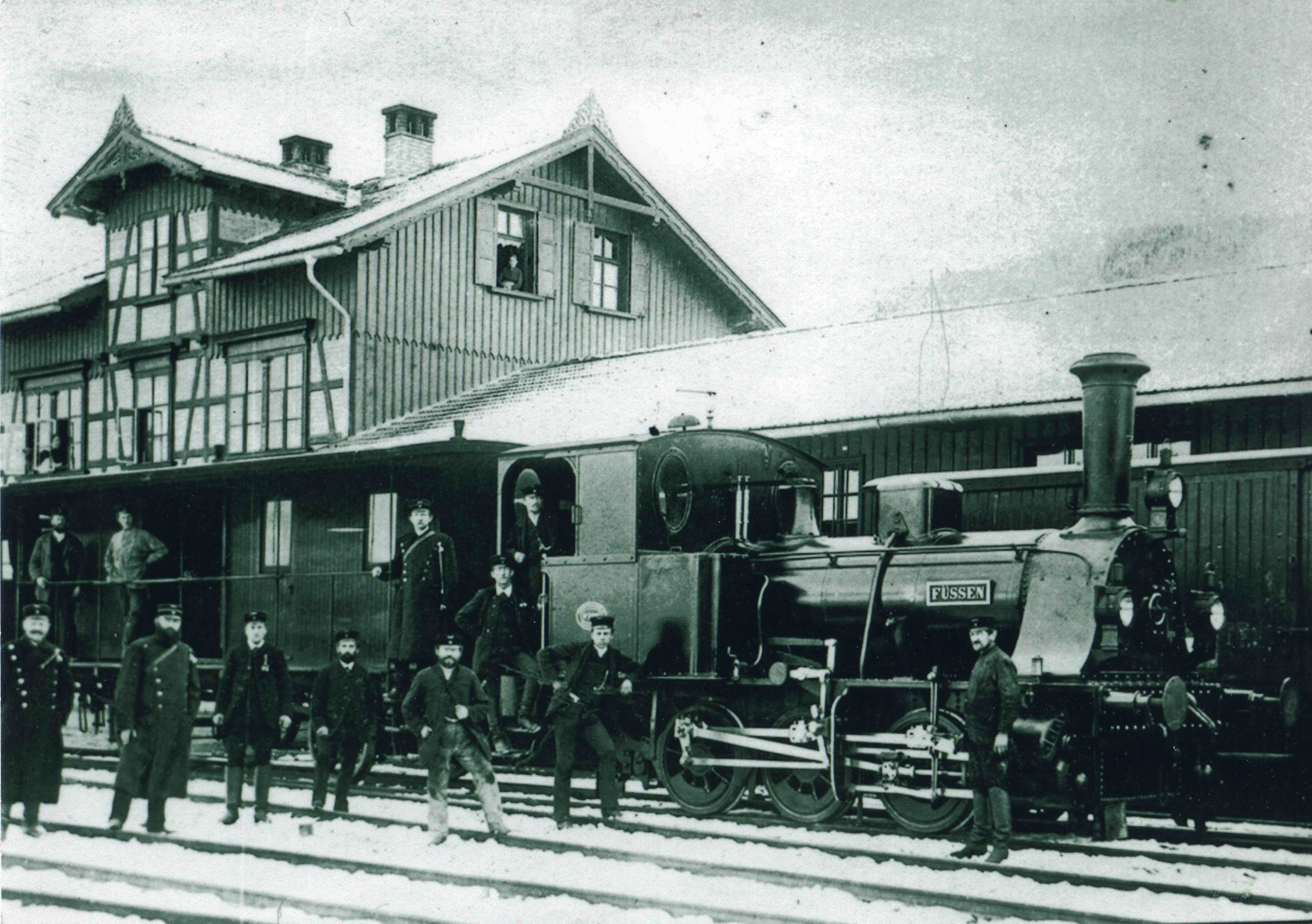
Die Lokomotive „Füssen“ im Bahnhof Füssen

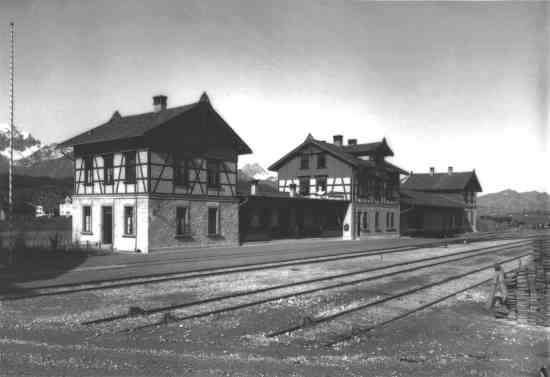
Bahnhof Füssen um 1890

Am 14. März 1888 erteilte Prinzregent Luitpold die Konzession für den Bau der Bahnstrecke Marktoberdorf–Füssen. Am 1. Dezember 1888 konnte sie in Betrieb genommen werden und somit auch der Bahnhof Füssen. Der Bahnhof war mit einer breiten Straße mit der Innenstadt Füssens verbunden. Neben dem Bahnhof entstand ein zweistöckiges Wohnhaus für Bahnbedienstete. Das Bahnhofsgebäude wurde südlich der Gleisanlagen in dem damals üblichen LAG-Stil gebaut und weist Ähnlichkeiten mit den Bahnhofsgebäuden in Bad Heilbrunn und Oberau auf. Das Erdgeschoss entstand aus Haustein, das erste Obergeschoss wurde in der Fachwerkbauweise erbaut, die Gefache sind mit unverputzten Ziegeln gefüllt. Das Dachgeschoss wurde mit einer Holzkonstruktion erbaut.
Im Bahnhofsgebäude gab es je einen Warteraum für die zweite Klasse und dritte Klasse sowie Büroräume. Außerdem hatte es eine offene Vorhalle. In der Mitte des Gebäudeensembles befand sich ein weiteres Gebäude, in dem die Expedition und weitere Büroräume untergebracht waren. Außerdem war eine Güterhalle und ein zweigeschossiges Zollgebäude vorhanden. Alle Gebäude entstanden im selben Stil.
1890 wurde an der heutigen Stelle der Bahnhofstraße 10 eine Bahnhofrestauration errichtet, 1923 zog in dieses Gebäude das Postamt. In der Nähe des Bahnhofes wurden um die Jahrhundertwende zahlreiche repräsentative Gebäude gebaut, so zum Beispiel das Finanzamt. Das Bahnhofsgebäude gliederte sich jetzt nicht mehr in den städtebaulichen Charakter ein, weshalb 1923 eine Sanierung gefordert wurde. Mit der Sanierung wurde aber erst 1929 begonnen, 1930 wurde sie vollendet. Während der Umbauten wurde die Vorhalle mit den Warteräumen zur Schalterhalle. Die Warteräume wurden in das Wohnhaus verlegt, da dieses Haus nur noch selten genutzt wurde. Außerdem wurde eine neue Gepäckhalle errichtet, die aber in der Architektur des Bahnhofsareals wiederum als störend empfunden wurde.
Im Jahr 1976 folgte eine weitere Sanierung, da das Dach des Bahnhofsgebäudes nicht mehr wasserdicht war. Außerdem wurde das Bahnhofsgebäude gelb angestrichen.

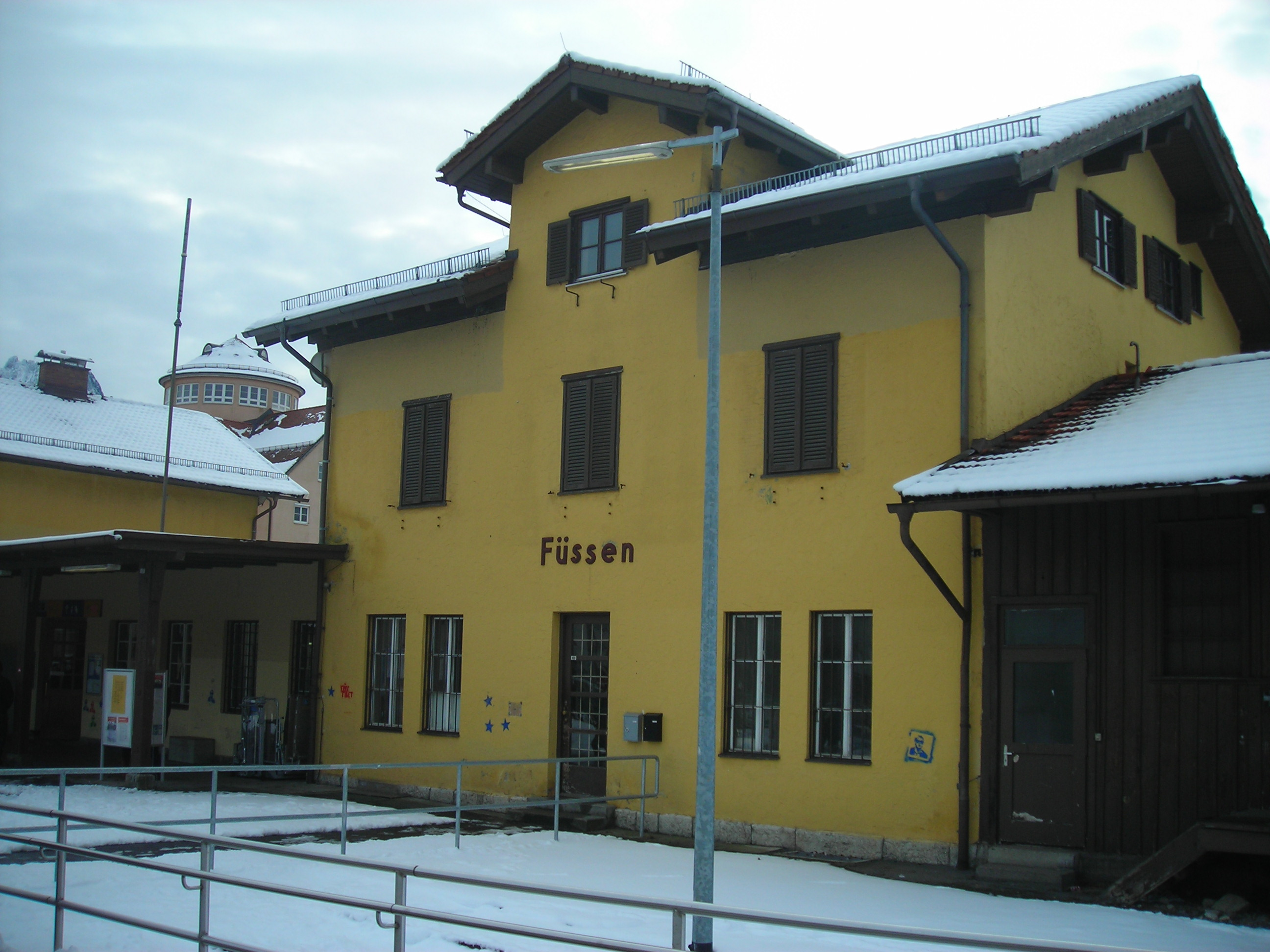
Bahnhof Füssen im Jahr 2011 (2015 abgebrochen)

Im Zuge der Aufstellung eines neuen Verkehrskonzeptes für die Innenstadt von Füssen wurden 2006 der Abbruch des alten Bahnhofsgebäudes und ein Neubau als Ersatz beschlossen. Ein gegen den Abbruch gerichteter Bürgerentscheid blieb erfolglos. Im Herbst 2014 wurden der westliche Teil des Empfangsgebäudes, die eingeschossige Güterhalle und das zweigeschossige Zollgebäude, sowie das westlich des Gebäudes gelegene kleine Nebengebäude abgebrochen. Der östliche Teil mit der Wartehalle wurde bis ins Frühjahr 2015 weiterhin genutzt.
Im April 2015 wurde das Bahnhofsgebäude abgerissen, der moderne Neubau wurde im Dezember 2016 eingeweiht.

## Infrastruktur
Der Bahnhof besitzt am Ende der Strecke zwei Bahnsteiggleise an einem Mittelbahnsteig, der vom Kopfende barrierefrei zu erreichen ist. Der Bahnhof besitzt einen elektronischen Zugzielanzeiger, welcher die aktuelle Uhrzeit und Zugverspätungen oder -ausfälle anzeigt. Das südliche Gleis liegt zusätzlich am Rest des Hausbahnsteiges. Zusätzlich sind zwei weitere Umfahrgleise vorhanden, von denen nur noch eines befahrbar ist.

### Bahnsteigdaten
- Gleis 2: Höhe 55 cm, Länge 140 m
- Gleis 3: Höhe 55 cm, Länge 140 m[8]

## Verkehr
| Linie | Strecke                                                                                            | Frequenz              |
| ----- | -------------------------------------------------------------------------------------------------- | --------------------- |
| RB 68 | München – Geltendorf – Kaufering – Buchloe – Kaufbeuren – Biessenhofen – Marktoberdorf – Füssen    | Drei Zugpaare täglich |
| RB 77 | Augsburg – Bobingen – Schwabmünchen – Buchloe – Kaufbeuren – Biessenhofen – Marktoberdorf – Füssen | Stundentakt           |

An Wochenenden und gesetzlichen Feiertagen in Bayern verkehrt zudem als RB 68 der „Neuschwanstein-Express“ nach München Hbf, der mit einer Fahrzeit von 1 Stunde und 52 Minuten etwas schneller ist. Er hält nur in Weizern-Hopferau, Lengenwang, Marktoberdorf, Kaufbeuren, Buchloe und München-Pasing. Am Bahnhof Füssen hält eine Linie des ÖBB-Postbusses von Reutte über Pflach, Musau, Vils und Pinswang nach Füssen.